# Штудер, Бернгард
Бернгард Штудер (нем. Bernhard Rudolf Studer; 21 августа 1794, Бюрен-на-Аре, Берн, Швейцария — 2 мая 1887, Берн, Берн, Швейцария) — швейцарский учёный-геолог, минералог, альпинист и педагог, награждён Медалью Волластона (1879).

## Биография
Родился 21 августа 1794 года в Бюрен-на-Аре, Швейцария, в семье бернского богослова.
Изучал богословие и математику; образование получил в Бернском университете. Одновременно с 1815, ещё до завершения получения образования, начал преподавать математику в бернской гимназии. В 1816 получил степень в области богословия.
В 1816—1818 учился в Геттингене и Фрайбурге, где изучал астрономию и геологию. В 1818 вернулся на должность учителя в бернской гимназии, начав тогда же читать лекции по физике и математике в Бернской академии и став куратором минералогической коллекции кантона Берн.
В 1820 отправился в Париж. Совместно с Леопольдом фон Бухом совершал восхождения на вершины Альп.
В 1825—1873 директор геологической службы кантона Берн, будучи назначен на эту должность правительством. В 1834 занял должность профессора минералогии в Бернском университете.
С 1845 стал иностранным членом Берлинской академии наук, с 1854 — членом Баварской академии наук.
После того, как Леопольд Бух на основе изучения Канарских островов предложил свою «теорию горообразования», Штудер с энтузиазмом воспринял взгляды своего друга и коллеги и стал страстным пропагандистом буховской теории в европейских научных кругах. На протяжении многих лет занимался исследованием Альп в петрографическом и геологическом отношениях.

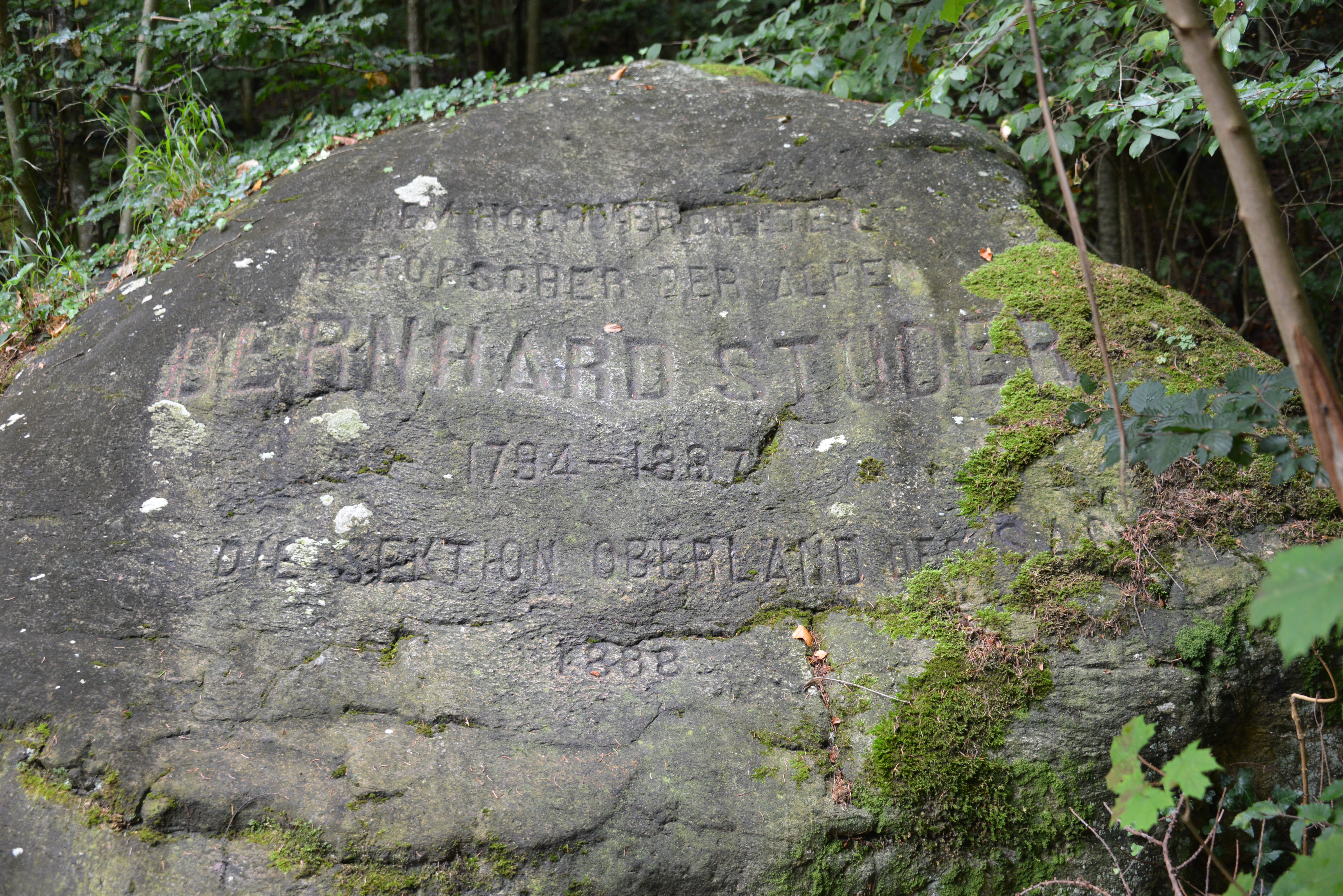
Могильный камень

Скончался 2 мая 1887 года в Берне, Швейцария.

## Семья
Двоюродный брат Готлиб Штудер (1804—1890), один из учредителей Альпийского клуба, автор «Ueber Eis und Schnee. Die höchsten Gipfel der Schweiz und die Geschichte ihrer Besteigung» (Берн, 1869—1883; 2-е издание — Вебера и Дуби, 1896 и более поздние годы) и «Berg und Gletscherfahrten» (вместе с Вейленманом, Цюрих, 1859—1863).

## Награды
- В 1879 за выдающиеся труды в области геологии Лондонское геологическое общество наградило Штудера Медалью Волластона.
- Pour le Mérite